# 何宗贵
何宗贵（1937年10月—），男，辽宁北镇人，中华人民共和国政治人物，曾任中共济南市委副书记，济南市人民政府市长，山东省人大常委会副主任。